# ماریون، شهرستان شارلوا، میشیگان
ماریون (به انگلیسی: Marion Township) یک منطقهٔ مسکونی در ایالات متحده آمریکا است که در شهرستان شارلووی، میشیگان واقع شده‌است.
 ماریون  ۱٬۷۱۴ نفر جمعیت دارد و ۲۵۲ متر بالاتر از سطح دریا واقع شده‌است.